# Preludio non misurato

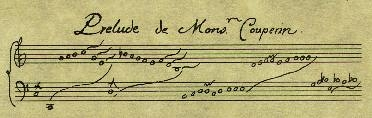
Preludio non misurato di Louis Couperin.

Con preludio non misurato ci si riferisce a un preludio in cui la durata di ciascuna nota è lasciata completamente a discrezione dell'esecutore. Il termine veniva comunemente utilizzato nel XVII secolo dai compositori di musica per clavicembalo per indicare le loro opere prive di indicazioni sul ritmo e sul metro.

## Preludi non misurati per liuto
I primi preludi non misurati apparvero in epoca rinascimentale. Si trattava di brevi composizioni improvvisate per liuto, generalmente utilizzate come pezzo introduttivo di altre composizioni o come esercizi di riscaldamento. In seguito questi preludi conservarono il loro carattere improvvisato, ma divennero più lunghi e complessi, raggiungendo il loro apice intorno alla metà del XVII secolo. Importanti compositori che contribuirono allo sviluppo dei preludi non misurati furono Pierre Gaultier, René Mesangeau e Germain Pinel.

## Preludi non misurati per clavicembalo
I primi preludi non misurati per clavicembalo iniziarono ad apparire intorno al 1650. Louis Couperin è generalmente considerato come il primo compositore ad aver abbracciato questo stile. Couperin, infatti, componeva preludi non misurati utilizzando gruppi di semibrevi, e questi gruppi venivano collegati da legature. Questo tipo di notazione, oltre che nei suoi preludi, si riscontra anche nelle composizioni di Élisabeth Jacquet de La Guerre. I primi preludi non misurati pubblicati sono contenuti in Les Pièces de Clavessin del 1677 di Nicolas Lebègue.
Il preludio non misurato per clavicembalo divenne un genere tipicamente francese, utilizzato da molti compositori, fra cui Jean-Philippe Rameau, Jean-Henri d'Anglebert e Louis Marchand. Questo tipo di composizione era presente anche nelle opere di compositori tedeschi influenzati dallo stile francese. Di questi, Johann Caspar Ferdinand Fischer fu uno dei primi a usare preludi non misurati all'interno di suite per clavicembalo.
Il trattato L'Art de Toucher le Clavecin di François Couperin contiene otto preludi che, nel loro spirito, non sarebbero misurati, ma il tempo è indicato a fini didattici. Questi pezzi, insieme a quelli di Nicolas Siret del 1719, sono cronologicamente considerati gli ultimi esempi di questo genere di composizioni, benché un tale Durocher ne pubblicò ancora nel 1733.